# プチスポット
プチスポットは、2006年に報告された、太平洋プレート北西部で発見された新種の火山。単一のプレート中の応力場の変化によるプレート直下のアセノスフェアである上部マントルが溶融して生じたことが示唆されている。中央海嶺やホットスポットからは離れており、それらの成因となるマントルプルームの影響を受けていない。

## 経緯
一般的には火山は大きく分けてプレート発散型境界、プレート収束型境界、ホットスポットの3つに分類することができる。プレート発散型境界は新たに海洋プレートが生まれる場所であり、その多くは海嶺と呼ばれる。プレート収束型境界はプレートが他のプレートの下に沈み込んだりぶつかったりする場所であり、多くは海溝に並行して火山が生成する。ホットスポットはプレートより下のマントルにマグマの生成源があると思われる火山であり、地球上のいくつかの場所に点在している。現在活動している火山は全て上記3つのいずれかに分類され、それ以外の場所では火山活動は起こらないと考えられてきた。
しかし沈み込む直前の太平洋プレート上で、約850 - 100万年前に活動した単成火山群が発見された。海山や海洋島のように成長を遂げず単成火山として噴火活動を終えていることから、これらはホットスポットの活動による火山体と考えにくく、沈み込むプレートの剛性変形でのアウターライズ屈曲による亀裂に沿ってアセノスフェアの溶融物が上昇・噴出したと提唱された。プチスポット火山の火山体は小さく、体積にして1立方キロメートル以下程度、高さ数百メートルで直径数キロメートル程度である。この火山体の小ささゆえに、重力衛星による広範囲の海洋底探索およびそこからの推定では存在を検知できなかった。発見には指向性の狭い音響ビームを複数併用したマルチナロービーム探査を船舶で行わなくてはならないが、その場合一回の航行で得られるデータ範囲も狭く、広大な海底を網羅することはできず発見に至らなかった。

## 分布
プチスポット火山の活動範囲は広く、ホットスポットやホットプルームの影響が及ばず、応力場の変化する場所で生じる。主な場所として沈み込み帯付近の沈み込むプレート上が挙げられるが、この他にも大陸プレートの引張場やそれ以外の屈曲場でも生じる。最初に発見された東北日本沖を除けば、2006年から2017年まで、以下の7か所のプチスポットが報告されている。
- トンガ海溝海側斜面

2004年に火山体が示唆され、2008年に報告。海底音響観測での音響反射強度が高く、このことから溶岩の露出が示唆されたため、プチスポットの可能性が高いと判断されている。
- 北米中西部Basin and Range

2010年報告。噴出場の火山体が確認されている。
- グリーンランド南方海域

2012年報告。グリーンランドの氷床融解で海洋プレートに歪みが生じて噴火活動が起こるとされる。
- チリ海溝海側斜面

2013年報告。噴出場の火山体が確認されている。
- コスタリカ付加体

2013年報告。沈み込み帯のアウターライズ屈曲でないプレート内火山。
- ジャワ海溝海側斜面・クリスマス島

2015年報告。より古い火山体内に貫入した岩脈と凝灰岩のみ確認されている。
- フランス領ポリネシア周辺

2016年報告。噴出場の火山体が確認されている。また、トンガ海溝のものと同様に、音響反射強度に基づいてプチスポットの可能性が高いと判断されており、産出した火山噴出物からプチスポットと同定されたわけではない。
四国海盆に位置する小円錐海丘群も背弧海盆拡大により生じたプチスポット火山である可能性があり、小笠原海台付近や南鳥島南東の小円錐海丘もプチスポット火山とする見解が発表されている。ノースアーチ火山場やサモアの火山もプチスポットの可能性があるが、ホットスポットによるとする見解もあり、議論が続いている。

## 特徴
東北日本沖およびチリ沖のプチスポットは、静水圧の高い深海に位置しているにも拘わらず、マグマの発泡の度合いが高い。これはハワイや中央海嶺のマグマよりも揮発性成分に富んでいるためで、特に溶解度の低い二酸化炭素が多く含有されていると見られている。東日本沖のプチスポットでは、脱ガス前のマグマが質量%にして1%の水と10%の二酸化炭素を含んでいたと推定されている。なお、その他の成分比はプチスポットの存在する場所の応力場によって変化する。例えば、リソスフェアが上部下部共に引張場にある北アメリカのBasin and Rangeのマグマは結晶分化作用を経ずに直接アルカリ質マグマが噴出する。一方で、東北日本沖では下部と上部がそれぞれ引張場と圧縮場であるため圧縮応力軸が90°ねじれており、そのためマグマは一時的に停滞して結晶分化作用が進行する。
プチスポット火山の溶岩では、赤色チャート・ソレアイト質玄武岩・粗粒玄武岩・斑糲岩・スピネルカンラン岩と、海洋プレートを構成するとされる地殻物質とマントル物質が一通り含まれている。また、溶岩の希ガス同位体比が海洋島玄武岩ではなく中央海嶺玄武岩の値に一致することや、希土類元素組成が柘榴石安定領域での溶融を示唆することから、プチスポットのマグマはアセノスフェアに由来すると推測されている。アセノスフェアからマグマが上昇している場合マグマとリソスフェアとの相互作用が考えられ、少なくとも東北日本沖ではリソスフェア中部でのカンラン石集積岩形成、リソスフェアの熱改変、マントル結晶中の液相包有物との交代作用、リソスフェアの希ガス同位体組成変化、リソスフェアへの炭素の付加が報告されている。プチスポットの噴火活動により特異的なアセノスフェアの組成がリソスフェアにもたらされており、プチスポットは固体地球の物質循環に寄与している。